# Герб Хмельницької області
Герб Хмельни́цької о́бласті — це символ, офіційна емблема області, що разом із прапором становить офіційну символіку органів місцевого самоврядування та виконавчої влади Хмельницької області. Затверджений 21 березня 2002 року 22-ю сесією обласної ради.
Автор — М. В. Мастикаш.

## Опис
Геральдичний щит має форму чотирикутника з півколом в основі. Поле щита розтяте на синє і червоне; поверх лінії ділення розташовані золоте 16-променеве сонце з людським обличчям і два золоті хлібні колоски.
Сонце виступає традиційним символом Поділля. Червоний колір узятий з герба Волині. Колоси символізують аграрну спрямованість області, а також зображають літеру «Х» — першу в назві області.
Щит облямований декоративним картушем. У складі картуша над головою герба — зображення розгорнутої книги.

Історичний герб Поділля
Герб Волині